# ایوو برشان
ایوان «ایوو» برشان (کرواتی: Ivan "Ivo" Brešan؛ ۲۷ مهٔ ۱۹۳۶ – ۳ ژانویهٔ ۲۰۱۷) نمایشنامه‌نویس، رمان‌نویس و فیلمنامه‌نویس کروات و یوگسلاو بود که برای طنز سیاسی شناخته می‌شد. کارهای وی شامل فیلمنامه‌هایی می‌شود که همراه پسرش وینکو نوشته است. همسر او، یلنا گودلار، یک یهودی اهل اسلوونی بود. همسر ایوو در فوریه ۱۹۶۴ پسرشان وینکو را به دنیا آورد که اکنون کارگردان است. یلنا در تاریخ ۲۰ سپتامبر ۲۰۱۶ درگذشت. ایوو برشان پس از یک بیماری شدید و طولانی در تاریخ ۳ ژانویه ۲۰۱۷ وقتی که هشتاد سال سن داشت، از دنیا رفت.

## برخی فیلمنامه‌ها
- ۱۹۸۶ – سرزمین موعود
- ۱۹۹۶ – چگونه جنگ در جزیره من آغاز شد
- ۲۰۰۴ – لیبرتاس